# معطيات مقروءة بالحاسوب
المعطيات المقروءة بالحاسوب هي المعطيات والمعطيات الوصفية الصالح معالجتها بالحاسوب ونحوه. وكثير منها من المعطيات المقروءة للإنسان أي الميسرة للإنسان والحاسوب.